# Carlton Holmes
Carlton Holmes (Michigan, 21 augustus 1964) is een Amerikaanse jazzpianist en -componist.

## Biografie
Holmes, die opgroeide in Seattle en Albuquerque, kreeg zijn eerste muzikale opleiding op 8-jarige leeftijd. Na het spelen van de trompet en vervolgens de drums begon hij op 11-jarige leeftijd pianolessen te volgen. Op 15-jarige leeftijd speelde Carlton al professioneel. In zijn jeugd ontving hij verschillende prijzen als beste solist in de competities van de All State Jazz Band. In 1986 verhuisde hij naar New York om muziek te studeren aan de Manhattan School of Music. Sindsdien speelde hij in het jazzcircuit van de stad met muzikanten als Max Roach, Michael Carvin, Branford Marsalis, Donald Byrd en Dianne Reeves. De eerste opnamen werden gemaakt in 1990 met Bill Kirchner (Trance Dance), verder met Michael Carvin (Each One Teach One), Carola Gray, Carlos Garnett (Resurgence, 1995), Cindy Blackman (Works On Canvas, 1999), Dan Faulk en Dion Parson & 21st Century Band.
Holmes trad ook op als begeleider voor zangeressen als Teraesa Vinson, Cecilia Smith, Erika Matsuo, Regina Belle, Jaine Rogers, Mansur Scott en Alexis Morrast. Hij werkte ook voor Ronny Jordan. In 2009 nam hij het album You Me and I op onder zijn eigen naam. In Duitsland verscheen Holmes voor het eerst met een soloprogramma in 2014 op het INNtönen Jazz Festival en 2016 in Passau, waar hij in 2019 speelde in duet met de trombonist Paul Zauner. Op het gebied van jazz was hij volgens Tom Lord tussen 1990 en 2016 betrokken bij 39 opnamesessies, meest recentelijk bij Howard Johnson & Gravity (Testimony).
- Gemeinsame Normdatei: 13546319X
- International Standard Name Identifier: 0000 0000 5524 5989
- Virtual International Authority File: 54439586